# Jamendo
Jamendo é um site para a distribuição de músicas livres, licenciadas sob Creative Commons ou Licença da Arte Livre. Lá, artistas podem disponibilizar material gratuitamente e usuários podem obter acesso legal à obra, também sem custo. O Jamendo oferece aos artistas um sistema de recompensas, distribuindo 50% das receitas de publicidade do site, um canal de vendas de licenças comerciais de suas músicas (caso a licença colocada pelo autor impeça o uso para uso comercial) e um canal de doações via PayPal.
O site é um dos principais protagonistas no movimento da música livre na França, sendo considerada por muitos "a Red Hat da música livre". O Jamendo fica sediado em Luxemburgo e conta atualmente com 25 empregados devido a quantidade limitada de recursos financeiros disponíveis para a manutenção do site, como compra de servidores e uso de banda. O volume de negócios atingido pelo site é de aproximadamente 1,2 milhão de euros por ano. Além da distribuição livre e gratuita de músicas, o Jamendo possui um serviço de venda de licenças comerciais de músicas a preços competitivos, conhecida por Jamendo PRO, competindo assim com a Société des auteurs, compositeurs et éditeurs de musique (SACEM) na venda de licenças comerciais na França.

## Conceito
Criado em Luxemburgo e lançado no ano de 2005 pela Mangrove Capital Partners, sociedade de capital de risco formada pelos mesmos investidores do Skype, Jamendo (uma junção de jam e crescendo) se propôs, desde seu início, a ser um novo modelo de distribuição de músicas livres, apoiando-se em licenças livres (Creative Commons) para disponibilizar um serviço legal de ampla difusão através da Internet, protegendo os direitos do autor. Para facilitar a obtenção do material, os arquivos são colocados à disposição em redes peer-to-peer, como eMule e BitTorrent, que têm número de usuários em constante crescimento.
Além de proteger os direitos do artista, Jamendo também fornece formas de pagamento aos artistas através da partilha de 50% da renda oriunda da publicidade aos artistas e canais de doações e vendas de licenças comerciais, porém, o Jamendo obriga que todos os artistas, ao colocarem no site, que usem uma licença livre para distribuição das obras (Creative Commons ou Arte Livre), sendo que qualquer obra disponibilizada no site fora dessa licença, como obras cadastradas na SACEM, são imediatamente excluídas. No site também cada álbum e artista disponibilizado no Jamendo pode ser avaliado  pelos usuários, através de sugestões ou críticas que podem ser enviadas pela página de discussão de cada obra ou perfil do artista

## Características do Site
O site permite os usuários a ouvirem e baixar o repertório presente no site, sendo possível encontrar músicas e álbuns através de tags que correspondam ao estilo musical (jazz, rock, pop, reggae). A filtragem das músicas também pode ser dada através do país de origem da obra e das restrições de uso da licença (uso comercial, distribuir sob mesma licença). O site também proporciona a secção de rádios, um tocador em streaming onde é possível ouvir várias músicas de diversos artistas, assemelhando a uma rádio online. 
O cadastro de usuários é voluntário, mas com ele é possível mandar mensagens para artistas do site, escrever críticas e resenhas das músicas hospedadas, ter um perfil, montar uma lista de reprodução e, caso artista ou autor de uma obra, disponibilizá-la no site. O cadastro pode ser feito através do próprio site ou pelo Facebook.
O conteúdo do site pode ser baixado através de download comum, via bitorrent, EDonkey, incluindo somente uma música ou um álbum completo. Os formatos disponíveis para download são em ogg e mp3 e, para uploads de obras, wav, flac e aiff.

## Modelo de negócios
Jamendo possui um interessante modelo de negócios para seu financiamento e para pagamento dos artistas que lá disponibilizam suas músicas. O financiamento do site é conseguido, principalmente, através da exibição de propaganda nas páginas. Entretanto, do lucro obtido com a propaganda, o Jamendo distribui 50% aos artistas inscritos em seu programa de partilha. Cada artista recebe de acordo com o número de visualizações de sua página em relação ao número de visualizações de página de todos os artistas cadastrados.
Jamendo disponibiliza aos usuários a opção de fazer doações voluntárias aos artistas cadastrados através do sistema PayPal. Das doações, os artistas recebem o total doado subtraído de uma pequena quantia para taxas financeiras. As doações podem ser feitas durante o download da música ou nas páginas dos artistas no site.
Outra fonte de recursos é o Jamendo PRO. A Jamendo PRO trata-se de uma loja de compra de licenças para usos comerciais, como por exemplo, o uso em sons ambientes de supermercados, restaurantes,aeroportos ou uso em filmes e documentários. Os canais de televisão France 2 e Arte utilizam regularmente as licenças comerciais do Jamendo PRO para o uso comercial das músicas do site. A secção de música clássica do Jamendo PRO é fornecida pela orquestra italiana OnClassical. · .
A Jamendo PRO teve início através da aproximação do site comercialmente com a MusicMatic, sendo assim formada a loja de licenças comerciais e formando boa parte da renda do empreendimento.

## Estatísticas
Em 5 de janeiro de 2010, o portal conta com:
- 28813 Álbuns publicados
- 190712 reviews de álbuns
- 690089 Membros ativos